# Robin Thomas
Robin Thomas Grossman (* 12. února 1949, Pittsfield, USA) je americký herec.

## Počátky
Narodil se v americkém Pittsfieldu ve státě Massachusetts, kde byl také vychován.

## Kariéra
Před kamerou se poprvé objevil v roce 1982, konkrétně v seriálu As the World Turns. Větší role poté dostával právě v televizních seriálech. K těm největším patří role v seriálech jako Who's The Boss?, Matlock, The Mommies nebo Strážkyně zákona. V menších rolích jsme jej mohli vidět i v seriálech jako Dr. House, Zákon a pořádek, 24 hodin nebo Castle na zabití.
Zahrál si i v několika celovečerních filmech. K těm patří snímky Ohledně minulé noci s Jamesem Belushim a Demi Moore, Vítej doma, Roxy Carmichaelová s Winonou Ryder a Jeffem Danielsem, Manželství s nepřítelem s Bridget Fonda a Kieferm Sutherlandem, či Kandidáti s Joan Allen, Jeffem Bridgesem, Christianem Slaterem a Garym Oldmanem.

## Ocenění
Thomas spolu s dalším hereckým a tvůrčím týmem filmu Kandidáti získal v roce 2001 cenu Alana J.Pakuly při udělování cen Broadcast Film Critics Association Awards.

## Filmografie

### Filmy
- 1986 – Ohledně minulé noci
- 1987 – Summer School
- 1990 – Vítej doma, Roxy Carmichaelová
- 1993 – Mladej a já
- 1995 – Jade
- 1996 – Chameleon
- 1997 – Prodavač iluzí
- 1998 – Skandál Bulworth, Manželství s nepřítelem
- 2000 – More Dogs Than Bones, Kandidáti
- 2002 – Zloději času, Rockerky
- 2003 – Nezvěstný syn
- 2007 – Cougar Club
- 2010 – Bones, The Space Between, The Pool Boys
- 2011 – Minkow

### Televizní filmy
- 1983 – Svengali
- 1986 – A fighting choice
- 1987 – Haunted by Her Past
- 1988 – Who Gets the Friends?
- 1989 – Noc mrtvých
- 1990 – Close encounters, Personals, Vzpomínky na vraždu
- 1991 – Případ doktorky Willisové
- 1992 – Citizen Cohn
- 1993 – For the Love of My Child: The Anissa Ayala Story, Without Warning: Terror in the Towers
- 1995 – An Element of Truth
- 1996 – Color Me Perfect, Amityville:Dollhouse
- 1997 – High Stakes
- 1998 – Městečko Halloween
- 1999 – Horse Sense
- 2001 – Městečko Halloween 2:Kalabarova pomsta
- 2002 – Drama v pensylvánském dole
- 2004 – Gramercy Park
- 2005 – Jane Doe: Now You See It, Now You Don't, Ambulance Girl
- 2010 – Long Live the People of the Revolution

### Seriály
- 1982 – As the World Turns
- 1983–1985 Another World
- 1985 – Misfits of Science
- 1986 – Cagneyová a Laceyová, Fame
- 1986–1987 Who's the Boss?, Matlock
- 1987 – My Sister Sam, Mr. President, A Year in the Life
- 1988 – thirtysomething, Baby Boom
- 1988–1996 Murphy Brown
- 1989 – Anything But Love
- 1990 – Island Sun, Případy otce Dowlinga, Půlnoční linka
- 1991 – Hunter, Empty Nest, To je vražda, napsala
- 1992 – Freshman Dorm
- 1993–1994 The Mommies
- 1994 – Dotek anděla
- 1995–1996 Správná pětka
- 1996 – Každý den v akci
- 1997 – JAG, Advokáti
- 1998 – Pacific Blue, To Have & To Hold, V.I.P.
- 1999 – Nemocnice Chicago Hope
- 2000 – Diagnóza: Vražda, Advokáti
- 2001 – Však ty víš
- 2002 – Západní Křídlo, The Court, Advokáti
- 2002–2004 Strážkyně zákona
- 2003 – Kriminálka Miami, Záchranáři
- 2004 – Queer as Folk, Dr. House, Zákon a pořádek, North Shore
- 2005 – Kevin Hill, Kriminálka New York, Slepá justice, Just legal, Myšlenky zločince
- 2006 – Beze stopy, Odložené případy
- 2007 – Kriminálka Las Vegas, Closer, Patty Hewes – nebezpečná advokátka, Profesionálky, Námořní vyšetřovací služba, Žralok
- 2008 – Za svitu měsíce, Sběratelé kostí, Jedenáctá hodina, 24 hodin
- 2009 – Raising the Bar, The Storm, Zoufalé manželky, Castle na zabití
- 2010 – Plastická chirurgie s.r.o.
- 2010–2011 Změna je život
- 2011 – Zákon a pořádek: Los Angeles, Franklin & Bash, Switched at Birth, 90210